# Atrichopogon sanctaeclarae
Atrichopogon sanctaeclarae är en tvåvingeart som först beskrevs av John William Scott Macfie 1949.  Atrichopogon sanctaeclarae ingår i släktet Atrichopogon och familjen svidknott. Inga underarter finns listade i Catalogue of Life.